# Emukriget
Emukriget (engelska: The Emu War), även det stora emukriget (engelska: The Great Emu War), var en organiserad skyddsjakt i Australien under den senare delen av 1932 för att få bukt med antalet emuer (Dromaius novaehollandiae), en naturligt förekommande art av flygoförmögna fåglar, som sades löpa amok i Campinon-distriktet i Western Australia. Försök att hålla populationen av emuer i styr utfördes med hjälp av soldater beväpnade med Lewiskulsprutor – något som gav upphov till att mediavärlden började använda namnet "Emukriget" när de refererade till händelsen.

## Bakgrund
Efter första världskriget bosatte sig ett stort antal australienska före detta soldater, och ett antal brittiska veteraner, i Western Australia, ofta i knappa områden. När Den stora depressionen började 1929 uppmuntrades dessa bönder att öka sin veteproduktion. Regeringen utlovade bistånd som den senare misslyckades att dela ut. Trots rekommendationerna och de utlovade biståndet fortsatte vetepriserna att sjunka, och i oktober 1932 blev situationen värre då bönderna förberedde sig att skörda säsongens grödor, och samtidigt hotade med att vägra att lasta vetet.
Böndernas svårigheter växte då upp till 20 000 emuer anlände. Emuer migrerar efter parningssäsongen, och tar sig till kusten från inlandsregionerna. Kalhuggna landskap och boskapens vattenkällor gjorde de odlade markerna till ett lämpligt habitat för emuerna som började plundra böndernas områden – i synnerhet Campion och Walgoolan. Emuerna åt och förstörde grödorna, och lämnade stora hål i stängslet där kaniner kunde ta sig in och förvärra problemen.
Bönderna, som var oroade över fåglarna som härjade bland deras grödor, skickade en delegation med före detta soldater att möta försvarsministern Sir George Pearce. Soldaterna, som hade tjänstgjort i första världskriget, var bekanta med kulsprutans effektivitet och önskade att sådana blev insatta. Ministern gick villigt med på efterfrågan, dock med ett antal krav: vapnen skulle användas av militär personal, trupperna skulle finansieras av Western Australias regering, och bönderna skulle stå för mat, husrum samt betala för ammunitionen. Pearce stödde även insatsen på grunderna att fåglarna skulle vara bra mål för prickskjutning, fast det har argumenterats för att en del i regeringen kan ha sett insatsen som ett sätt att bli sedda med att hjälpa bönderna.

## "Kriget"

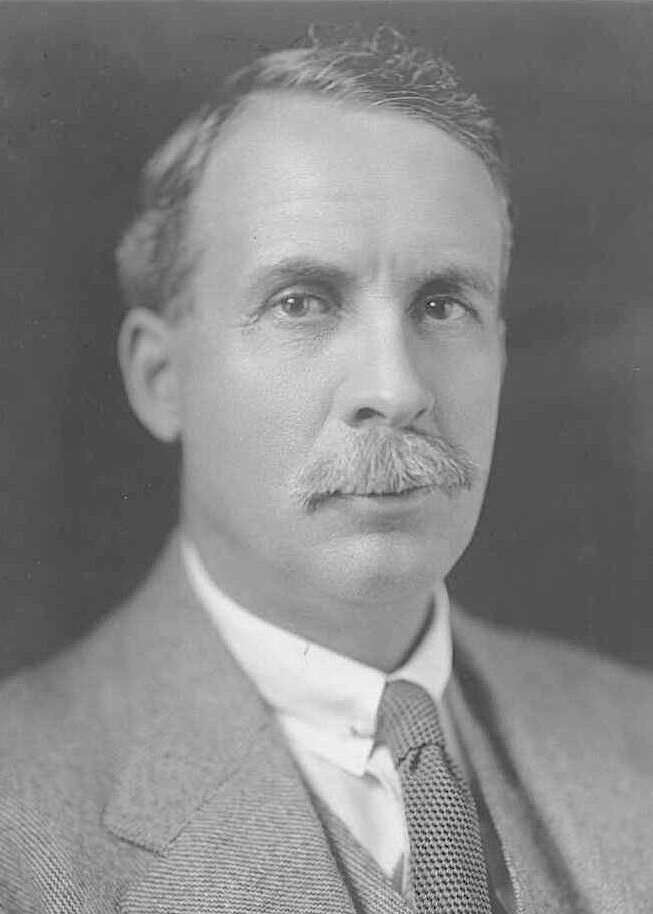
Sir George Pearce, som beordrade armén att gallra emupopulationen. Han kallades senare i parlamentet "Minister för Emukriget" av senatorn James Dunn.

Den militära inblandningen var planerad att börja i oktober 1932. "Kriget" var under befäl av major Gwynydd Purves Wynne-Aubrey (G.P.W.) Meredith från sjunde tunga batteriet (engelska: Seventh Heavy Battery) av kungliga australiensiska artilleriet, som hade befäl över ett par soldater som var beväpnade med två Lewiskulsprutor och 10 000 patroner. Operationen försenades av regnväder vilket medförde att emuerna spred ut sig på ett större område. Regnet slutade 2 november 1932, det var då tänkt att trupperna skulle sättas ut, och, enligt en artikel i en tidning, samla in 100 emuer så att deras fjädrar kunde användas för att tillverka hattar till Australian Light Horse (ett ridande förband).

### Första slaget

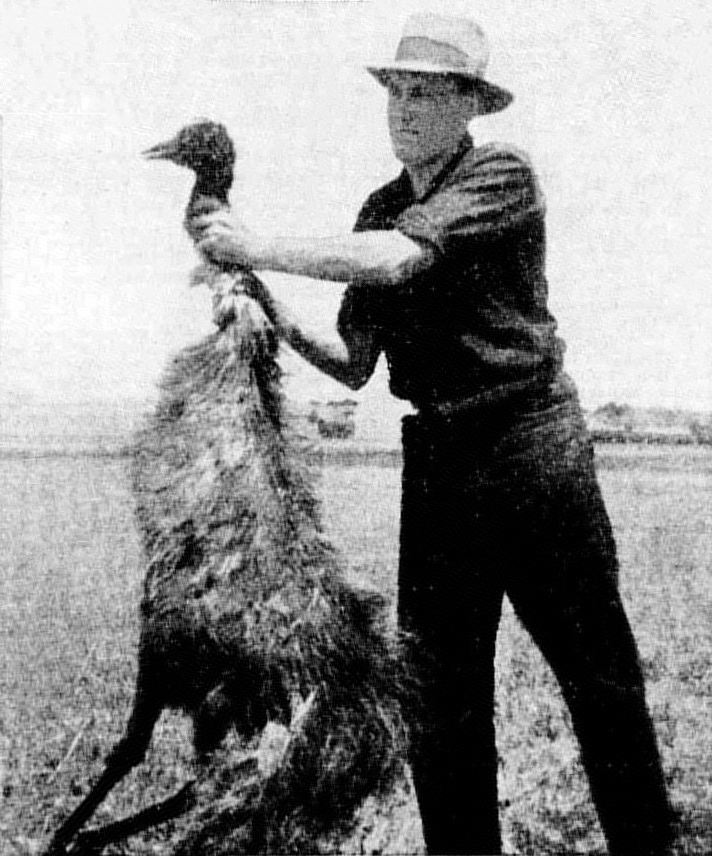
En emu som fällts under kriget.

Den 2 november tog sig mannarna mot Campion, där ett femtiotal emuer hade setts till. När fåglarna var utom räckhåll försökte de lokala kolonisterna samla ihop emuerna för att möjliggöra ett bakhåll, men fåglarna delade upp sig i mindre grupper och sprang iväg så att de var svåra att träffa. Även om den första omgången av avfyrningar från kulsprutorna var ineffektiv på grund av avståndet, lyckades en andra omgång att fälla "ett antal" fåglar. Senare samma dag stötte man på en mindre flock, och "kanske ett dussin" fåglar fälldes.

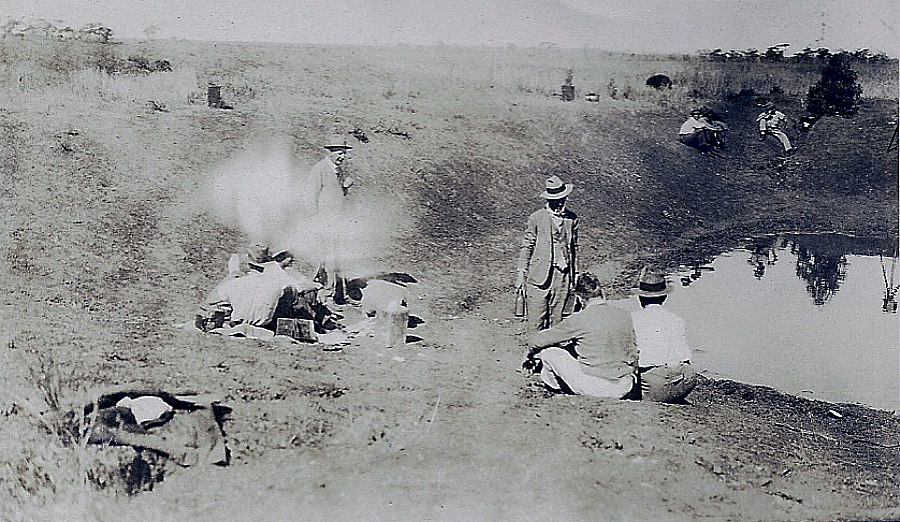
Meredith och hans män rastar tillsammans med lokala kolonister och mediebevakning nära en damm, möjligen samma damm som omnämns den 4 november. Notera kameran i dammens reflektion.

Nästa betydande händelse inträffade 4 november. Meredith hade satt upp ett bakhåll vid en närliggande damm, och över 1 000 emuer var på väg mot platsen. Denna gång väntade kulspruteskyttarna tills emuerna var nära innan de öppnade eld. Vapnen hakade upp sig och blev obrukbara efter att endast tolv emuer hade fällts, resten spred ut sig innan fler kunde fällas. Inga fler fåglar syntes till under dagen.

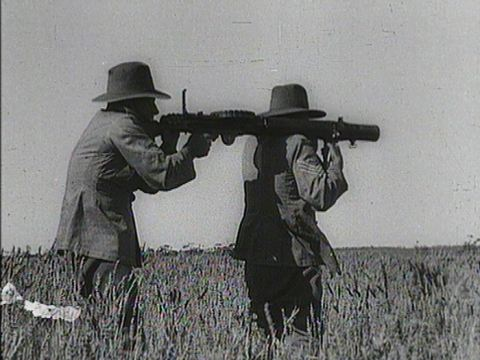
Merediths män som skjuter en Lewiskulspruta från den enes axel.

De följande dagarna valde Meredith att röra sig längre söderut där fåglarna "uppgavs vara rätt så tama", men framgången var begränsad trots hans ansträngningar. Vid ett tillfälle gick Meredith så långt att han fäste en kulspruta på en lastbil: ett drag som visade sig vara ineffektivt eftersom bilen inte kunde komma ikapp fåglarna och åkturen var så skakig att kulspruteskyttarna inte kunde avfyra några skott. 8 november, sex dagar efter den första sammandrabbningen hade 2 500 skott avlossats. Antalet fällda fåglar är osäkert: en redogörelse säger att endast 50 fåglar fälldes, men andra uppskattningar ligger mellan 200 och 500 – det senare antalet gavs av kolonisterna. Merediths officiella rapport redogjorde att ingen av hans män hade blivit skadade.
Ornitologen Dominic Serventy sammanfattade utgallringarna:
| ” | Kulspruteskyttarnas drömmar om att beskjuta slutna led av emuer på nära håll övergavs snabbt. Emuledningen hade tydligen beordrat gerillakrigföring, och dess otympliga armé delade snabbt upp sig på oräkneliga mindre enheter vilket gjorde militär utrustning oekonomisk. Den nedslagna truppen drog sig tillbaka efter cirka en månad. | „ |

8 november diskuterade det australiska representanthuset operationen. Efter den dåliga pressen i de lokala medierna, som innehöll påståenden som att "endast ett fåtal" emuer hade fällts, återkallade Pearce all militär personal och vapen 8 november.
Efter tillbakadragandet jämförde Meredith emuerna med zulufolket, och anmärkte på deras enastående förmåga att manövrera, även i fall de blivit allvarligt skadade.
| ” | Om vi hade haft en division med samma förmåga att ta emot kulor som dessa fåglar kunde den möta vilken armé som helst i världen ... De kan möta kulsprutor med osårbarheten hos en pansarvagn. De är som zuluer som inte ens kan stoppas av dumdumkulor. | „ |

### Andra slaget
Emuerna fortsatte att angripa grödorna efter militärens tillbakadragande. Bönderna anhöll ännu en gång om stöd, med hänvisning till det varma vädret och torkan som medfört tusentals emuer. James Mitchell, Premier of Western Australia (ungefär delstatspremiärminister) var positivt inställd till att förnya de militära insatserna. En rapport pekade mot att 300 emuer hade fällts i den första operationen.
Försvarsministern godkände begäran om återupptagandet av insatsen 12 november. Han försvarade beslutet i senaten, och förklarade att soldaterna var tvungna att bekämpa det allvarliga hotet från den stora emupopulationen. Fastän militären hade beslutat att låna ut vapen till Western Australias regering med förväntningen att de hade personal som krävdes blev Meredith ännu en gång insatt på fältet eftersom det saknades erfarna kulspruteskyttar i delstaten.
Operationen påbörjades 13 november 1932 och var delvis framgångsrik, med omkring 40 fällda emuer. Den tredje dagen var betydligt mindre framgångsrik, men omkring 2 december fälldes omkring 100 emuer per vecka. Meredith kallades tillbaka 10 december, och i hans rapport redogjorde han för 986 fällda emuer med 9 860 kulor – exakt 10 kulor per emu. Meredith hävdade att ytterligare 2 000 skadade fåglar hade dött till följd av skadorna de dragit på sig.

## Följder

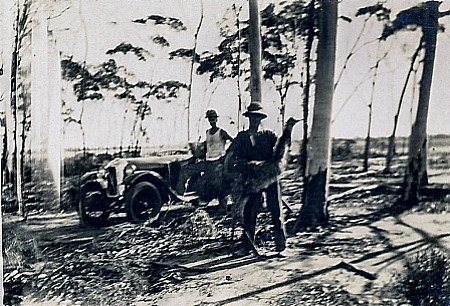
Bonde vid namn Ray Owen som poserar med skjuten emu, möjligen efter återinrättningen av skottpengar.

Trots de problem som uppstod med utgallringarna anhöll bönderna på nytt om militär hjälp 1934, 1943 och 1948, men fick avslag från regeringen. I stället återupptogs systemet med skottpengar som hade inrättats 1923, något som visade sig vara effektivt: 57 034 priser utbetalades under en halvårsperiod 1934.

### Kritik från Storbritannien
I december 1932 hade information om händelserna runt Emukriget spridit sig till Storbritannien. En del naturvårdare där protesterade mot utgallringen som de kallade en "utrotning av den sällsynta emun". Dr. Dominic Serventy, en framstående ornitolog, beskrev gallringen som "ett försök till massförstörelse av fåglarna".

## Fotnoter
1. ↑  "The machine-gunners' dreams of point blank fire into serried masses of Emus were soon dissipated. The Emu command had evidently ordered guerrilla tactics, and its unwieldy army soon split up into innumerable small units that made use of the military equipment uneconomic. A crestfallen field force therefore withdrew from the combat area after about a month."
2. ↑  "If we had a military division with the bullet-carrying capacity of these birds it would face any army in the world...They can face machine guns with the invulnerability of tanks. They are like Zulus whom even dum-dum bullets could not stop."
3. ↑  "an attempt at the mass destruction of the birds"